# Vulcan Iron Works

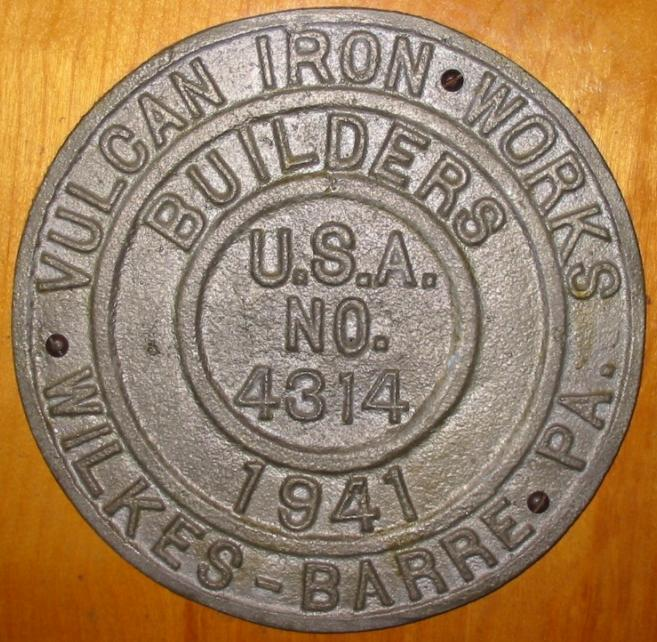
Una placca della Vulcan Iron Works di Wilkes-Barre, Pennsylvania del 1941

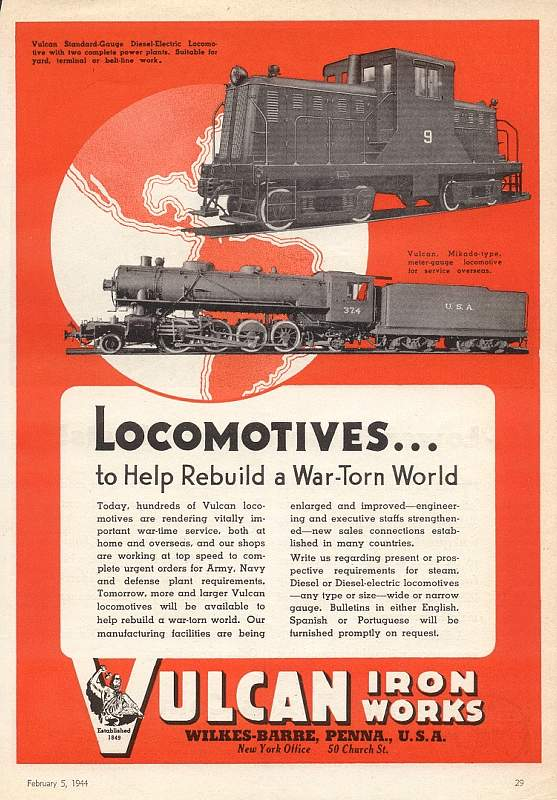
Nel 1944 la "Vulcan Iron Works" di Wilkes-Barre (Pennsylvania) produceva locomotive sia diesel che a vapore

La Vulcan Iron Works  era una fabbrica di locomotive degli Stati Uniti d'America con sede a Wilkes-Barre in Pennsylvania.
La compagnia fu fondata nel 1849 da Richard Jones. Iniziò la produzione di locomotive a vapore e in seguito, negli anni venti, intraprese anche quella di locomotive termiche. Ebbe stabilimenti a Seattle, San Francisco e a Charleston (Sud Carolina). Ebbe varie commissioni per la produzione di locomotive durante la seconda guerra mondiale tra cui la locomotiva USATC S100.
La sua produzione di locomotive ebbe termine nel 1954.